# Gustaf Elmquist
Johan Gustaf Theodor Elmquist, född den 20 december 1846 i Norrköping, död den 15 mars 1921, var en svensk skolman. Han var far till Henning Elmquist.
Elmquist blev student vid Uppsala universitet 1863, filosofie kandidat 1868 och filosofie doktor 1869. Han blev kollega vid lägre allmänna läroverket i Eskilstuna 1869, tillförordnad rektor där 1872 och ordinarie 1877. Elmquist var tillförordnad rektor vid Östermalms lägre allmänna läroverk (kallat Östermalms högre realläroverk från 1903) 1889-1913 samt därjämte ledamot av skollagskommissionen 1890 och i direktionen över Stockholms stads undervisningsverk från 1906. 